# Beinn Challuim
 (octobre 2020).
Si vous disposez d'ouvrages ou d'articles de référence ou si vous connaissez des sites web de qualité traitant du thème abordé ici, merci de compléter l'article en donnant les références utiles à sa vérifiabilité et en les liant à la section « Notes et références ».
Beinn Challuim, ou Ben Challum en anglais, est une montagne située dans le nord du parc national du loch Lomond et des Trossachs, en Écosse. Elle est située à six kilomètres à l'est du village de Tyndrum et se dresse dans la forêt de Mamlorn, une ancienne forêt de cerfs située à Breadalbane.

## Géographie
Beinn Challuim a une altitude de 1 025 mètres.
Cette montagne est souvent perçue comme une colline herbeuse car beaucoup de personnes voient les pentes sud et ouest depuis la route A82 à proximité de Strath Fillanqui. Ces pentes sont assez peu escarpées. Cependant, au nord, le versant est plus pendu et rocheux, ce qui rend son ascension plus difficile.

## Ascension
L'itinéraire le plus connu débute à Kirkton Farm, à Strath Fillan. Le sentier passe par les ruines de St. Fillans puis continue vers le nord-est, sur des pentes herbeuses.
Une autre ascension commence à la fin de la route, à Glen Lochay. Cette ascension permet de voir le côté nord de la montagne mais implique une marche de 9 kilomètres.